# Winna
Winna är debutalbumet från det polska bandet Chylińska som gavs ut 2 mars 2004 och blev bandets enda album. Texten på alla låtar är skrivna av sångerskan Agnieszka Chylińska och musiken är gjord av Krzysztof Misiak, Zbigniew Kraszewski, Wojciech Horny och Dariusz Osiński. Tre singlar gavs ut från albumet under år 2004.

## Låtlista
1. Zła, Zła, Zła - 3:22
2. Już wiem że nic nie wiem - 4:13
3. Tu i tam-psie - 3:19
4. Zmysłowa - 5:31
5. Winna - 4:46
6. Gorąca prośba - 3:38
7. Chylińska - 4:23
8. Deszcz - będzie słońce - 4:44
9. Wieczny problem - 4:12
10. Lepszy czas - 4:56
11. Niczyja - 3:58
12. Twoje smutne "ja" - 5:28

## Listplaceringar
| Lista (2004) | Topplacering |
| ------------ | ------------ |
| Polen        | 2            |